# Glauco Rodrigues
Glauco Otávio Castilhos Rodrigues (* 5. März 1929 in Bagé, Bundesstaat Rio Grande do Sul, Brasilien; † 19. März 2004 in Rio de Janeiro, Brasilien) war ein brasilianischer Maler der Moderne. 

## Leben und Wirken
Rodrigues brachte sich seit 1945 autodidaktisch das Malen bei. Später besuchte er kurzzeitig Kunstakademien in Rio de Janeiro und Porto Alegre. 
1958 zog er nach Rio de Janeiro und wurde Chefredakteur des Magazins Senhor. Weitere Tätigkeiten waren die eines Illustrators und Grafikdesigners. Zwischen 1962 und 1965 lebte er in Rom.
Er starb am 19. März 2004 in Rio de Janeiro im Alter von 75 Jahren.

## Werk
Das Werk von Rodrigues ist geprägt von der Frage nach der nationalen Identität Brasiliens. Er befasste sich darin mit der Geschichte, Karneval, Fußball, sozialen Fragen, den Indigenen und der tropischen Natur des Landes. 
Eines seiner bekanntesten und eindrücklichsten Bilder ist ein Werk, das an die Heiligenlegende des Heiligen Sebastian angelehnt ist und anstelle dessen einen von Pfeilen durchschossenen Indianer zeigt, in Anlehnung an das Martyrium der indigenen Völker Brasiliens. 
Er nahm an drei Biennalen der Kunst in São Paulo teil (1959, 1967 und 1989) sowie einmal an der Kunstbiennale von Venedig (1964). Bilder von ihm wurden in Galerien in Paris und New York City gezeigt. 
Seine erste größere Ausstellung hatte er in Brasilien 1966 im Museum für Moderne Kunst in Rio de Janeiro. In Deutschland wurden 1962 Aquarelle von Rodrigues im brasilianischen Konsulat in München ausgestellt. 
1999 erhielt er den Prêmio Candido Portinari des Kunstministeriums Brasiliens, einen der höchsten Kunstpreise des Landes.